# Белгија на Европском првенству у атлетици у дворани 1973.
Белгија је учествовала на 4. Европском првенству у дворани 1973.  одржаном у Ротердаму, (Холандија), 10. и 11. марта. Репрезентацију Белгије у њеном четвртом учешћу на европским првенствима у дворани представљало је 12 спортиста (10 мушкараца и 2 жене) који су се такмичили у седам дисциплина (5 мушких и 2 женске).
На овом првенству Белгија је освојила прве медаље. Са 3 освојене медаље (1 златне и 2 сребрне) Белгија је у укупном пласману заузела 7. место од 16 земаља које су на овом првенству освајале медаље, односно 24 земље учеснице.
У табели успешности (према броју и пласману такмичара који су учествовали у финалним такмичењима (првих 8 такмичара)) Белгија је са три представника заузела 8. место са 22 бода, од 22 земље које су имале представнике у финалу,  односно само Данска и Исланд нису имале нијеног финалисту.
| Плас. | Земља   | 1. место | 2. место | 3. место | 4. место | 5. место | 6. место | 7. место | 8. место | Бр. финал. - Бод. |
| ----- | ------- | -------- | -------- | -------- | -------- | -------- | -------- | -------- | -------- | ----------------- |
| 9.    | Белгија | 1 − 8    | 2 − 7    | −        | −        | −        | −        | −        | −        | 3 − 22            |

## Учесници
| Бр. | Дисциплина | Мушкарци                                  | Жене             | Укупно |
| --- | ---------- | ----------------------------------------- | ---------------- | ------ |
| 1.  | 60 м       | Марк Делоноа Тијери Буке                  | Вероник Колонвел | 3      |
| 2.  | 400 м      |                                           | Леа Алерт        | 1      |
| 3.  | 800 м      | Robert Hoofd Андре Бонен                  |                  | 2      |
| 4.  | 1.500 м    | Херман Мињон Едгар Салве                  |                  | 2      |
| 4.  | 3.000 м    | Емиел Путеманс Вили Поленис Андре Орнелис |                  | 3      |
| 5.  | Скок увис  | Пол де Прете                              |                  | 1      |
|     | Укупно (6) | 10                                        | 2                | 12     |

## Освајачи медаља  (3)
- Злато (1)

1. Емиел Путеманс —  3.000 м
- Сребро (2)

1. Херман Мињон —  1.500 м

2. Вили Поленис — 3.000 м

## Резултати

### Мушкарци
| Атлетичар      | Дисциплина | Лични рекорд | Квалификације | Квалификације | Полуфинале           | Полуфинале           | Финале               | Финале    | Детаљи |
| Атлетичар      | Дисциплина | Лични рекорд | Резултат      | Место         | Резултат             | Место                | Резултат             | Место     | Детаљи |
| -------------- | ---------- | ------------ | ------------- | ------------- | -------------------- | -------------------- | -------------------- | --------- | ------ |
| Марк Делоноа   | 60 м       |              | 6,88          | 4. у гр. 5    | Није се квалификовао | Није се квалификовао | Није се квалификовао | =19. / 33 |        |
| Тијери Буке    | 60 м       |              | 6,99 ЛР       | 6. у гр. 6    | Није се квалификовао | Није се квалификовао | Није се квалификовао | =31. / 33 |        |
| Андре Бонен    | 800 м      |              | 1:50,66       | 4. у гр. 1    |                      |                      | Није се квалификовао | 15. / 18  |        |
| Robert Hoofd   | 800 м      |              | 1:50,16       | 4. у гр. 2    | =11. / 18            |                      | Није се квалификовао |           |        |
| Херман Мињон   | 1.500 м    |              | 3:43,99       | 2 у гр. 1 КВ} | 3:43,16              |                      |                      |           |        |
| Едгар Салве\|  | 1.500 м    |              | 3:45,81       | 6 у гр. 2     | Није се квалификовао | 10. / 26             |                      |           |        |
| Емиел Путеманс | 3.000 м    |              | 7:51,02       | 1 у гр. 1 КВ  | 7:44,51              |                      |                      |           |        |
| Вили Поленис   | 3.000 м    |              | 7:59,69       | 1. у гр 2. КВ | 7:51,86              |                      |                      |           |        |
| Андре Орнелис  | 3.000 м    |              | 8:14,35       | 7 у р. 2      | Није се квалификовао | 16. / 21             |                      |           |        |
| Пол де Прете   | скок увис  |              |               |               |                      |                      | 2,05                 | 19. / 19  |        |

### Жене
| Атлетичарка      | Дисциплина | Лични рекорд | Квалификације | Квалификације | Полуфинале            | Полуфинале            | Финале                | Финале   | Детаљи |
| Атлетичарка      | Дисциплина | Лични рекорд | Резултат      | Место         | Резултат              | Место                 | Резултат              | Место    | Детаљи |
| ---------------- | ---------- | ------------ | ------------- | ------------- | --------------------- | --------------------- | --------------------- | -------- | ------ |
| Вероник Колонвел | 60 м       |              | 7,78          | 5. у гр. 3    | Није се квалификовала | Није се квалификовала | Није се квалификовала | 24. / 26 |        |
| Леа Алерт        | 400 м      |              | 55,75         | 4. у гр. 2    | Није се квалификовала | Није се квалификовала | Није се квалификовала | 12. / 14 |        |

## Биланс медаља Белгије после 4. Европског првенства у дворани 1970—1973.
|     | Земља      |   |   |   |   | УП |
| 1—3 | 1970—1972. | 0 | 0 | 0 | 0 | 0  |
| 4.  | 1973.      | 1 | 2 | 0 | 3 | 7  |
| 1—4 | Укупно     | 1 | 2 | 0 | 3 | 12 |
| --- | ---------- | - | - | - | - | -- |

|                                        | Атлетичар/ка                           | Земља                                  |                                        |                                        |                                        |                                        |
| Није било вишеструких освајача медаља. | Није било вишеструких освајача медаља. | Није било вишеструких освајача медаља. | Није било вишеструких освајача медаља. | Није било вишеструких освајача медаља. | Није било вишеструких освајача медаља. | Није било вишеструких освајача медаља. |
| -------------------------------------- | -------------------------------------- | -------------------------------------- | -------------------------------------- | -------------------------------------- | -------------------------------------- | -------------------------------------- |

## Белгијски освајачи медаља после 4. Европског првенства у дворани 1970—1973.
|    | Атлетичар/ка   | м | ж | ЕП       | Дисциплина |   |   |   |   |
| -- | -------------- | - | - | -------- | ---------- | - | - | - | - |
| 1. | Емиел Путеманс | м |   | 1973.    | 1.500 м    |   |   |   |   |
| 2. | Херман Мињон   | м |   | 1973.    | 1.500 м    |   |   |   |   |
| 3. | Вили Поленис   | м |   | 1973.    | 3.000 м    |   |   |   | 3 |
|    | Укупно         | 3 |   | 1970—73. |            | 1 | 2 | 0 | 3 |